# جيرياتينو (بريانسك)
زهيرياتينو (بالروسية: Жирятино) هي مدينة في مقاطعة بريانسك أوبلاست في روسيا.
يبلغ عدد سكانها حوالي 2254 نسمة.